# (466382) 2013 SO21
(466382) 2013 SO21 es un asteroide perteneciente al cinturón de asteroides, descubierto el 19 de septiembre de 2008 por el equipo Spacewatch desde el Observatorio Nacional de Kitt Peak (Arizona, Estados Unidos).